# Mario Ivanković
Mario Ivanković (Salzgitten, 8. veljače 1975.) hrvatski je nogometni trener i bivši nogometaš. Trenutačno je bez kluba.

## Karijera
Ovaj vezni igrač svoju više nego uspješnu karijeru započeo je u redovima Zrinjskog. Nakon Zrinjskog Ivanković je nastupao za Neretvu iz Metkovića, nakon koje je branio boje Širokog Brijega. Iz Širokog Brijega svoju nogometnu karijeru Ivanković je nastavio u Varteksu iz Varaždina. Nakon Varteksa Ivanković je nastupao i za Chemnitz (Njemačka), Blue Wings (Južna Koreja), Al Nejmeh Bejrut (Libanon), Brotnjo. Godine 2007. "Maka" je ponovno obukao dres plemića i ispostavio se kao jedino pravo pojačanje Zrinjskog u toj sezoni. Nakon svog drugog dolaska u Zrinjski, "Maka" je postao miljenik mostarske publike i Ultrasa. Navijači su tijekom čitave sezone isticali da se jedini Ivanković istinski bori za sveti dres plemića. Svoje sjajne igre u dresu Zrinjskog, Ivanković je nastavio u sezoni 2007./08. Iako je bio jedan od najstarijih igrača Zrinjskog te sezone, Ivanković je igrao najbolje i na kraju je osvojio navijački trofej "Filip Šunjić – Pipa". Mario Ivanković je, 4. lipnja 2008. godine, sa Zrinjskim osvojio Nogometni kup Bosne i Hercegovine. Proglašen je za najboljeg športaša grada Mostara 2008. godine. Sa Zrinjskim osvaja nogometnu Premijer ligu BiH u sezoni 2008./09.

## Vanjske poveznice
- Profil, Hrvatski nogometni savez